# بازار خودفروشی
بازار خودفروشی: رمانی بدون قهرمان (به انگلیسی: Vanity Fair: A Novel without a Hero) کتابی است از ویلیام تاکری نویسنده انگلیسی که برای اولین بار در سال ‎۱۸۴۷–۱۸۴۸ منتشر شد.

## ترجمه در ایران
این رمان دو بار به فارسی ترجمه شده‌است. اولین ترجمه تحت عنوان «یاوه بازار» در سال ۱۳۳۴ توسط فرح یکرنگی (دواچی) و بنگاه ترجمه و نشر کتاب چاپ شد. دومین ترجمه تحت عنوان «بازار خودفروشی» (برگرفته از این بیت حافظ: در کوی ما شکسته‌دلی می‌خرند و بس/بازار خودفروشی از آن سوی دیگر است) توسط منوچهر بدیعی و انتشارات نیلوفر در سال ۱۳۶۸ منتشر شد.

## فیلم‌های ساخته شده
- ۱۹۳۲: Vanity Fair به کارگردانی چستر فرانکلین محصول آمریکا
- ۱۹۳۵: بکی شارپ به کارگردانی روبن مامولیان محصول آمریکا
- ۱۹۷۶: Vanity Fair به کارگردانی ایگور ایلیسنکای و ماریته میات محصول شوروی
- ۲۰۰۴: Vanity Fair به کارگردانی میرا نایر محصول انگلستان و آمریکا